# Ömer Gündüz
Ömer Gündüz (Maassluis, 24 april 2001) is een Nederlandse voetballer van Turkse afkomst, die uitkomt voor Fethiyespor.

## Carrière
Gündüz begon te voetballen in de jeugd bij Excelsior Maassluis waarna hij de overstap maakte naar de jeugdafdeling van Feyenoord. Op 16 november 2021 werd hij gekozen tot  Academy Speler van de Maand oktober. Gündüz trainde ook aantal keer mee met het eerste elftal. Hij keerde er terug na langdurig met een zware knieblessure gekampt te hebben.
Op 11 augustus 2022 tekende hij zijn eerste profcontract bij TOP Oss. Op 5 september 2022 in de uitwedstrijd tegen Jong PSV maakte Gündüz zijn debuut voor TOP oss. Hij kwam in de 75e minuut als invaller voor Joshua Sanches en hij won de wedstrijd met 0-3.
Op 25 juni 2023 vertrok hij naar Turkse voetbalclub Fethiyespor. 

## Statistieken
| Seizoen                       | Club           | Land           | Competitie     | Competitie | Competitie | Beker | Beker | Totaal | Totaal |
| Seizoen                       | Club           | Land           | Competitie     | Wed.       | Dlp.       | Wed.  | Dlp.  | Wed.   | Dlp.   |
| ----------------------------- | -------------- | -------------- | -------------- | ---------- | ---------- | ----- | ----- | ------ | ------ |
| 2022/23                       | TOP Oss        | Nederland      | Eerste Divisie | 33         | 0          | 1     | 0     | 34     | 0      |
| 2023/24                       | Fethiyespor    | Turkije        | TFF 2. Lig     | 15         | 0          | 1     | 0     | 16     | 0      |
| Carrièretotaal                | Carrièretotaal | Carrièretotaal | Carrièretotaal | 49         | 0          | 2     | 0     | 51     | 0      |
| Bijgewerkt t/m 2 januari 2024 |                |                |                |            |            |       |       |        |        |

## Erelijst
Individueel
| Prijs                       | Aantal | Jaar           |
| --------------------------- | ------ | -------------- |
| Nederland                   |        |                |
| Academy Speler van de Maand | 1x     | 2021 (Oktober) |